# Nati nel 1948/Marzo
| Questa pagina contiene informazioni ricavate automaticamente dalle voci biografiche con l'ausilio del template Bio e di un bot. L'aggiornamento è periodico e automatico e ricostruisce completamente la pagina. Se manca una persona in questa lista, sei pregato di non aggiungerla, ma accertati piuttosto che la sua voce biografica contenga il template Bio e che i dati anagrafici siano correttamente compilati. Se il template Bio manca, inseriscilo tu stesso o, in alternativa, metti l'avviso {{tmp\|Bio}} che ne segnala la mancanza. Se i dati riportati sono sbagliati, correggi direttamente la voce biografica; le modifiche saranno visibili in questa lista entro pochi giorni. Per chiarimenti vedi il progetto biografie. La lista contiene solo le 232 persone che sono citate nell'enciclopedia e per le quali è stato implementato correttamente il template Bio. Pagina aggiornata al 18 ago 2025. |

- 1º marzo - Hamlet İsaxanlı, matematico e poeta azero
- 1º marzo - Karl Johnson, attore britannico
- 1º marzo - Alfio Krancic, disegnatore italiano
- 1º marzo - Antonio Serena, politico e saggista italiano
- 1º marzo - Mauro Vannucchi, ex ciclista su strada italiano
- 2 marzo - Larry Carlton, chitarrista statunitense
- 2 marzo - Odd Frivold, calciatore norvegese († 2000)
- 2 marzo - Rory Gallagher, chitarrista e cantante irlandese († 1995)
- 2 marzo - Maurizio Laudi, magistrato italiano († 2009)
- 2 marzo - Andrej Dmitrievič Linde, fisico russo
- 2 marzo - Billy Newsome, ex giocatore di football americano statunitense
- 2 marzo - Gianfelice Rocca, imprenditore e dirigente d'azienda italiano
- 2 marzo - Harald Rofner, ex sciatore alpino austriaco
- 3 marzo - Max Allan Collins, scrittore, sceneggiatore e fumettista statunitense
- 3 marzo - Isabella Bossi Fedrigotti, giornalista e scrittrice italiana
- 3 marzo - Franco Buffoni, poeta, saggista e traduttore italiano
- 3 marzo - Roger Duquesnoy, cestista francese († 2012)
- 3 marzo - José María Lasa, ex calciatore spagnolo
- 3 marzo - Enrique Meza Enriquez, allenatore di calcio e ex calciatore messicano
- 3 marzo - Jackie Mittoo, cantautore e produttore discografico giamaicano († 1990)
- 3 marzo - Snowy White, cantautore e chitarrista britannico
- 4 marzo - Shakin' Stevens, cantautore gallese
- 4 marzo - Juan Carlos Biondini, chitarrista e cantante argentino
- 4 marzo - James Ellroy, scrittore statunitense
- 4 marzo - Ernst Håkon Jahr, linguista e scrittore norvegese
- 4 marzo - Mike Moran, produttore discografico e musicista britannico
- 4 marzo - Rosella Ottone, politica italiana († 2011)
- 4 marzo - Roberto Pannunzi, mafioso italiano
- 4 marzo - Boye Skistad, allenatore di calcio e ex calciatore norvegese
- 4 marzo - Brede Skistad, allenatore di calcio e calciatore norvegese († 1995)
- 4 marzo - Chris Squire, bassista e cantante britannico († 2015)
- 4 marzo - Edson Taschetto Damian, vescovo cattolico brasiliano
- 4 marzo - Giōrgos Vlachos, ex calciatore greco
- 5 marzo - Robert Bauval, saggista britannico
- 5 marzo - Bruno Beatrice, calciatore italiano († 1987)
- 5 marzo - Ernesto Benedettini, politico sammarinese
- 5 marzo - Jan van Beveren, calciatore olandese († 2011)
- 5 marzo - Annette Charles, attrice statunitense († 2011)
- 5 marzo - Kazimierz Czarnecki, ex sollevatore polacco
- 5 marzo - Nur Germen, cestista e allenatore di pallacanestro turco († 2021)
- 5 marzo - Eddy Grant, cantante, musicista e produttore discografico guyanese
- 5 marzo - Richard Hickox, direttore d'orchestra britannico († 2008)
- 5 marzo - Esther Hicks, scrittrice statunitense
- 5 marzo - Leslie Marmon Silko, scrittrice statunitense
- 5 marzo - Elaine Paige, attrice e cantante britannica
- 5 marzo - Francisco Rivera, torero spagnolo († 1984)
- 6 marzo - Mario Bianchi, regista televisivo italiano
- 6 marzo - Anna Maria Horsford, attrice statunitense
- 6 marzo - Ralph Hutton, ex nuotatore canadese
- 6 marzo - Ron Kuhlman, attore, ballerino e cantante statunitense
- 6 marzo - Jacques Mourioux, ex ciclista su strada e pistard francese
- 6 marzo - Dieter Schidor, attore tedesco († 1987)
- 6 marzo - Stephen Schwartz, paroliere e compositore statunitense
- 6 marzo - Vasileios Skourīs, docente, giudice e politico greco
- 7 marzo - Michel Blanc-Dumont, fumettista francese
- 7 marzo - Maria Teresa Capecchi, politica italiana
- 7 marzo - Danilo Caymmi, chitarrista, flautista e cantante brasiliano
- 7 marzo - Adrian Forty, docente britannico
- 7 marzo - Vivian Joseph, ex pattinatrice artistica su ghiaccio statunitense
- 7 marzo - Daniel Rondeau, scrittore, giornalista e diplomatico francese
- 7 marzo - Ida D'Ippolito Vitale, politica italiana
- 8 marzo - Mel Galley, chitarrista britannico († 2008)
- 8 marzo - Peggy March, cantante e attrice statunitense
- 8 marzo - Karol Rotner, ex calciatore romeno
- 8 marzo - Jonathan Sacks, rabbino e politico britannico († 2020)
- 8 marzo - Charles Vernon, trombonista e insegnante statunitense
- 8 marzo - Anatolij Volkov, ex tennista sovietico
- 9 marzo - Emma Bonino, politica italiana
- 9 marzo - László Lovász, matematico ungherese
- 9 marzo - Luigi Martella, vescovo cattolico italiano († 2015)
- 9 marzo - Antonio Neiwiller, attore, regista teatrale e drammaturgo italiano († 1993)
- 9 marzo - Jeffrey Osborne, cantante e paroliere statunitense
- 9 marzo - Joe Thomas, ex cestista statunitense
- 10 marzo - Jean-Pierre Adams, calciatore francese († 2021)
- 10 marzo - Paul Badde, saggista, giornalista e regista tedesco
- 10 marzo - Austin Carr, ex cestista statunitense
- 10 marzo - Julio Comesaña, allenatore di calcio e ex calciatore uruguaiano
- 10 marzo - Rubén Glaria, ex calciatore argentino
- 10 marzo - Marzio Honorato, attore italiano
- 10 marzo - Zbigniew Jedliński, cestista polacco († 2018)
- 10 marzo - Philippe Wambergue, ex pilota automobilistico francese
- 11 marzo - Roy Barnes, politico statunitense
- 11 marzo - Vito Callioni, ex calciatore e allenatore di calcio italiano
- 11 marzo - George Kooymans, cantante e chitarrista olandese († 2025)
- 11 marzo - Franz Lambert, compositore tedesco
- 11 marzo - Jim McMillian, cestista statunitense († 2016)
- 11 marzo - Jan Schelhaas, tastierista e compositore britannico
- 11 marzo - Fredo Valla, regista e sceneggiatore italiano
- 12 marzo - William M. Anderson, montatore nordirlandese († 2022)
- 12 marzo - Virginia Bottomley, politica britannica
- 12 marzo - Sandra Brown, scrittrice statunitense
- 12 marzo - Kent Conrad, politico statunitense
- 12 marzo - Hahn Dae-soo, cantautore sudcoreano
- 12 marzo - Mark Moseley, ex giocatore di football americano statunitense
- 12 marzo - Moulay Ahmed Riadh, ex cestista marocchino
- 12 marzo - James Taylor, cantautore statunitense
- 13 marzo - Fritz Leandré, calciatore haitiano († 2005)
- 13 marzo - Alberto Manguel, scrittore e traduttore argentino
- 13 marzo - Dave Mattacks, batterista e produttore discografico britannico
- 13 marzo - Waki Yamato, fumettista giapponese
- 14 marzo - John Bevan, rugbista a 15 e allenatore di rugby a 15 gallese († 1986)
- 14 marzo - Tom Coburn, politico e medico statunitense († 2020)
- 14 marzo - Billy Crystal, attore, comico e cabarettista statunitense
- 14 marzo - Kim Floor, cantante e attore finlandese
- 14 marzo - Gregorio Honasan, politico e ex militare filippino
- 14 marzo - Valerie Martin, scrittrice statunitense
- 14 marzo - Philippe Maystadt, politico belga († 2017)
- 14 marzo - James Nachtwey, fotoreporter e fotografo statunitense
- 14 marzo - Bernd Stange, allenatore di calcio e ex calciatore tedesco
- 14 marzo - Sam Watts, ex cestista statunitense
- 15 marzo - David Albahari, scrittore serbo († 2023)
- 15 marzo - Kim Arena, cantante italiano († 2004)
- 15 marzo - Enzo Colacino, regista e comico italiano
- 15 marzo - Metin Kurt, calciatore, allenatore di calcio e sindacalista turco († 2012)
- 15 marzo - Darío de Jesús Monsalve Mejía, arcivescovo cattolico colombiano
- 15 marzo - Cláudio Mortari, ex cestista e allenatore di pallacanestro brasiliano
- 15 marzo - Nelson Sullivan, artista statunitense († 1989)
- 15 marzo - Levan Tediašvili, lottatore sovietico († 2024)
- 15 marzo - Dimbi Tubilandu, calciatore della Repubblica Democratica del Congo († 2021)
- 15 marzo - Sérgio Vieira de Mello, diplomatico brasiliano († 2003)
- 16 marzo - Eugenio Bennato, cantautore, musicista e polistrumentista italiano
- 16 marzo - Michael Bruce, chitarrista e tastierista statunitense
- 16 marzo - Pablito Calvo, attore spagnolo († 2000)
- 16 marzo - Jesús Esperanza, ex ciclista su strada spagnolo
- 16 marzo - Walter Fochesato, scrittore e saggista italiano
- 16 marzo - Georges Franceschetti, ex calciatore francese
- 16 marzo - Laurentino Garcia y Garcia, archeologo e storico spagnolo
- 16 marzo - C. Vivian Stringer, allenatrice di pallacanestro statunitense
- 16 marzo - Margaret Weis, scrittrice statunitense
- 17 marzo - John Bartlett, ex tennista australiano
- 17 marzo - William Gibson, scrittore e autore di fantascienza statunitense
- 17 marzo - Theo Jansen, artista olandese
- 17 marzo - Maria Stella Masocco, ex discobola e pesista italiana
- 17 marzo - Daniel Ravier, ex calciatore francese
- 18 marzo - Toni Bertorelli, attore e regista teatrale italiano († 2017)
- 18 marzo - Robert Hyatt, scacchista, insegnante e informatico statunitense
- 18 marzo - Federico Rossi, ingegnere italiano († 2020)
- 18 marzo - Brad Selwood, allenatore di hockey su ghiaccio e ex hockeista su ghiaccio canadese
- 18 marzo - Bobby Whitlock, musicista e cantautore statunitense († 2025)
- 19 marzo - Leif Jenssen, ex sollevatore norvegese
- 19 marzo - Giuseppe Lorenzetti, calciatore italiano († 2013)
- 19 marzo - Arto Nilsson, pugile finlandese († 2019)
- 19 marzo - José Ángel Rojo, ex calciatore spagnolo
- 20 marzo - John de Lancie, attore statunitense
- 20 marzo - George Mendeluk, regista e sceneggiatore canadese
- 20 marzo - Antonio Mosca, poliziotto italiano († 1989)
- 20 marzo - Bobby Orr, ex hockeista su ghiaccio canadese
- 20 marzo - Alberto Sinigaglia, giornalista italiano
- 21 marzo - Giovanni Brutto, ex calciatore italiano
- 21 marzo - Scott Fahlman, informatico statunitense
- 21 marzo - Farhad Khosrokhavar, sociologo iraniano
- 21 marzo - Dick Schneider, calciatore olandese († 2025)
- 21 marzo - Tullio Solenghi, attore, comico e imitatore italiano
- 22 marzo - Marino Biondi, storico della letteratura, critico letterario e italianista italiano
- 22 marzo - Bernard Dietz, ex calciatore e allenatore di calcio tedesco occidentale
- 22 marzo - Andrew Lloyd Webber, compositore britannico
- 22 marzo - John Marks, allenatore di hockey su ghiaccio e dirigente sportivo |Attività3=ex hockeista su ghiaccio canadese
- 22 marzo - Josip Mohorović, ex calciatore e allenatore di calcio croato
- 22 marzo - Per Stureson, ex pilota automobilistico svedese
- 22 marzo - Artūrs Veigurs, ex cestista svedese
- 23 marzo - Brian Babin, politico statunitense
- 23 marzo - Andrea Centazzo, percussionista, compositore e produttore discografico italiano
- 23 marzo - Chantal Lauby, attrice, comica e conduttrice televisiva francese
- 23 marzo - Penelope Milford, attrice statunitense
- 23 marzo - Davide Paolini, giornalista, gastronomo e conduttore radiofonico italiano
- 23 marzo - Alain Roussel, scrittore e poeta francese
- 24 marzo - Shraga Bar, ex calciatore israeliano
- 24 marzo - Francesco Brignani, allenatore di calcio e calciatore italiano († 1993)
- 24 marzo - Volker Finke, ex calciatore e allenatore di calcio tedesco
- 24 marzo - Anatoli Krikun, ex cestista sovietico
- 24 marzo - Jerzy Kukuczka, alpinista polacco († 1989)
- 24 marzo - Herbert Lütkebohmert, calciatore tedesco († 1993)
- 24 marzo - Delio Onnis, ex calciatore e allenatore di calcio italiano
- 24 marzo - Angelo Santori, politico italiano
- 24 marzo - Evgenij Telišev, pittore russo
- 25 marzo - Mehdi Asgarkhani, ex calciatore iraniano
- 25 marzo - Bonnie Bedelia, attrice statunitense
- 25 marzo - Lynn Faulds Wood, conduttrice televisiva e giornalista britannica († 2020)
- 25 marzo - Annemarie Goedmakers, politica olandese
- 25 marzo - Marek Karpinski, informatico e matematico polacco
- 25 marzo - Luis Landero, scrittore spagnolo
- 25 marzo - John Paish, ex tennista britannico
- 25 marzo - Ronald Spogli, politico, diplomatico e imprenditore statunitense
- 25 marzo - Camille Sudre, politico francese
- 25 marzo - Alberto Toscano, giornalista, saggista e politologo italiano
- 26 marzo - Kyung-wha Chung, violinista sudcoreana
- 26 marzo - Guillermo González Calderoni, poliziotto messicano († 2003)
- 26 marzo - Jurij Hromak, nuotatore sovietico († 1998)
- 26 marzo - Petr Novický, ex cestista cecoslovacco
- 26 marzo - Gabriele Piampiani, ex calciatore italiano
- 26 marzo - Claudio Scott, cantautore belga
- 26 marzo - Richard Tandy, musicista, tastierista e bassista britannico († 2024)
- 26 marzo - Steven Tyler, cantante statunitense
- 27 marzo - Augusto Battaglia, politico italiano
- 27 marzo - Curt Bennett, allenatore di hockey su ghiaccio e ex hockeista su ghiaccio statunitense
- 27 marzo - Jens-Peter Bonde, politico danese († 2021)
- 27 marzo - Milada Karbanová, ex altista cecoslovacca
- 27 marzo - Edgar Selge, attore tedesco
- 28 marzo - Walter Balmer, calciatore svizzero († 2010)
- 28 marzo - Pete Cross, cestista statunitense († 1977)
- 28 marzo - John Evan, tastierista britannico
- 28 marzo - Sam Lacey, cestista statunitense († 2014)
- 28 marzo - Gennaro Pascarella, vescovo cattolico italiano
- 28 marzo - Michele Sovente, poeta italiano († 2011)
- 28 marzo - Paolo Vigevano, dirigente d'azienda e politico italiano
- 28 marzo - Dianne Wiest, attrice statunitense
- 28 marzo - Milan Williams, tastierista statunitense († 2006)
- 29 marzo - Daniel Astrain, ex calciatore spagnolo
- 29 marzo - Bud Cort, attore e sceneggiatore statunitense
- 29 marzo - Alfio Giomi, dirigente sportivo italiano
- 29 marzo - Carlo Petrini, allenatore di calcio, calciatore e scrittore italiano († 2012)
- 29 marzo - Angelino Rosa, calciatore italiano († 2009)
- 30 marzo - Biri Biri, calciatore gambiano († 2020)
- 30 marzo - Justin Deas, attore televisivo statunitense
- 30 marzo - Richard Gotainer, cantante e comico francese
- 30 marzo - Eddie Jordan, imprenditore, dirigente sportivo e pilota automobilistico irlandese († 2025)
- 30 marzo - Mervyn Allister King, economista e banchiere britannico
- 30 marzo - Naomi Sims, modella, imprenditrice e attivista statunitense († 2009)
- 31 marzo - Orest Banach, ex calciatore statunitense
- 31 marzo - Paolo Berrettini, allenatore di calcio e ex calciatore italiano
- 31 marzo - Renzo Bulgarello, canottiere italiano († 2020)
- 31 marzo - Mimmo Cuticchio, attore e regista teatrale italiano
- 31 marzo - Gary Doer, diplomatico e politico canadese
- 31 marzo - Winston Earle, allenatore di calcio e ex calciatore giamaicano
- 31 marzo - Adrian Enescu, compositore e direttore d'orchestra rumeno († 2016)
- 31 marzo - Roberto Ferretti, antropologo e pubblicista italiano († 1984)
- 31 marzo - Al Gore, politico e ambientalista statunitense
- 31 marzo - Vreni Inäbnit, ex sciatrice alpina svizzera
- 31 marzo - Edward Lachman, direttore della fotografia e regista statunitense
- 31 marzo - Rhea Perlman, attrice e produttrice cinematografica statunitense
- 31 marzo - Enrique Vila-Matas, scrittore e saggista spagnolo
- 31 marzo - Thijs van Leer, musicista, cantante e compositore olandese